# Polaris (formație australiană)
Polaris este o formație australiană de muzică metalcore. Din componența ei fac parte vocalistul Jamie Hails, chitariștii Ryan Siew și Rick Schneider, basistul Jake Steinhauser și toboșarul Daniel Furnari. Albumul de debut, The Mortal Coil, a fost lansat în 2017 și a fost lăudat de critici, fiind nominalizat pentru Premiul ARIA la categoria „Cel mai bun album hard rock”. Al doilea album de studio, The Death of Me, a fost lansat în 2020.
Polaris sunt cunoscuți pentru îmbinarea elementelor metalcore și metal progresiv cu peisaje sonore post-rock, electronice și hook-uri melodice, împletite cu versuri personale - adesea referitoare la anxietate, depresie și pierdere. 

## Discografie

### Albume de studio
| Titlu           | Detalii                                                                                                   | Poziție maximă în clasamente |
| Titlu           | Detalii                                                                                                   | AUS </br>                    |
| --------------- | --- | ---------------------------- |
| The Mortal Coil | - Lansat: 3 noiembrie 2017 - Casă de discuri: Resist, SharpTone - Formate: CD, descărcare digitală, vinil | 6                            |
| The Death of Me | - Publicat: 21 februarie 2020 - Etichetă: Resist, SharpTone - Formate: CD, descărcare digitală, vinil     | -                            |

### EP-uri
- Dichotomy (2013)
- The Guilt & the Grief (2016)

### Single-uri
- "Summit" (2012)
- "Aspirations" (2013)
- "Unfamiliar" (2015)
- "Regress" (2015)
- "Consume" (2017)
- "The Remedy" (2017)
- "Lucid" (2017)
- "Masochist" (2019)
- "Hypermania" (2020)
- "Landmine" (2020)